# Les Cinq Chemins (Kwaadieper)
Les Cinq Chemins is een gehucht in de Franse gemeente Kwaadieper in het Noorderdepartement. Het ligt in het oosten van de gemeente, op de grens met de gemeente Warrem. Het plaatsje ligt meer dan twee kilometer ten oosten van het dorpscentrum langs de oude Romeinse weg van Kassel naar de zee, op een kruispunt van vijf wegen.

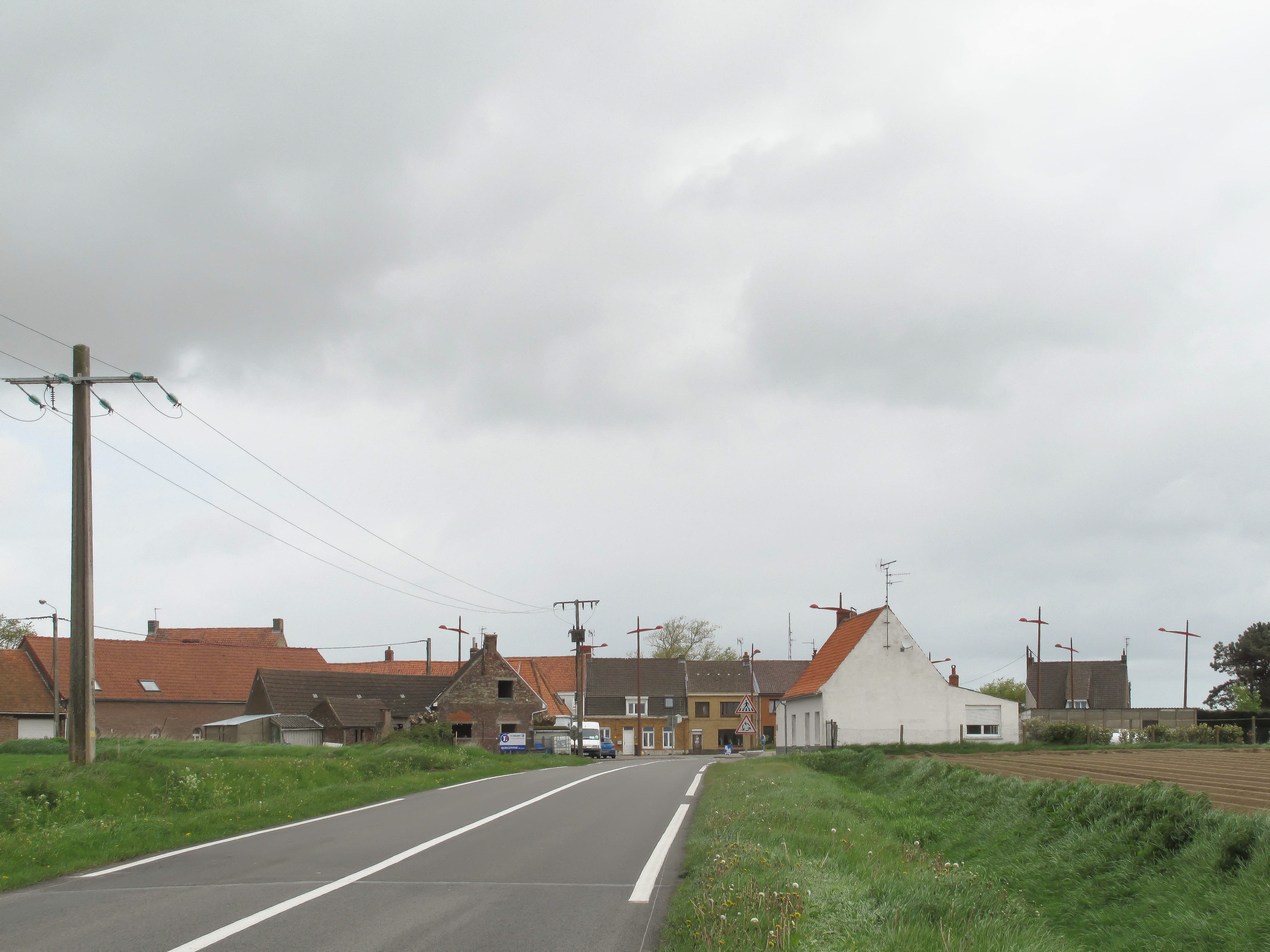
Zicht op Les Cinq Chemins

## Geschiedenis
Op kadasterplannen en statistische overzichten uit de 19de eeuw wordt de plaats nog aangeduid als het gehucht Vyf-Weg.